# Нільс Гранделіус
Нільс Гранделіус (швед. Nils Grandelius; нар. 3 червня 1993, Лунд) — шведський шахіст, гросмейстер від 2010 року.
Його рейтинг на березень 2020 року — 2651 (98-ме місце у світі, 1-ше у Швеції).

## Шахова кар'єра
Першого спортивного успіху досягнув 2005 року, перемігши на турнірі SK Mumiens Turnering в Лунді. Неодноразово брав участь на чемпіонаті світу i Європи серед юніорів у різних вікових категоріях, найвищого успіху досягнув 2010 року в Порто Каррасі, де здобув бронзову медаль чемпіонату світу серед юнаків до 18 років. 2011 року здобув у Албені звання чемпіона Європи до 18 років.
У 2007 році здобув у Стокгольмі звання чемпіона Швеції серед юнаків в категорії до 20 років.
2008 року дебютував у фіналі чемпіонату Швеції в особистому заліку, який відбувся у Векше (посів 7-ме місце), а також переміг на щорічному міжнародному турнірі в Оломоуці, де набрав 6,5 очок у 9 партіях, виконавши першу гросмейстерську норму.
У 2009 році на тому самому турнірі поділив 1-ше місце (разом із Костянтином Маслаком (посів 2-ге на тай-брейку), виконавши другу гросмейстерську норму), посів 2-ге місце (позаду Найджела Шорта) на турнірі Sigeman & Co в Мальме, переміг в Лунді (турнір Schackstudions IM-Turnering).
2010 року на 40-му турнірі Босна, який проходив у Сараєво, виконав третю гросмейстерську норму i став наймолодшим володарем цього звання в історії шведських шахів.
У травні 2012 року посів 3-тє місце на 20-му турнірі Sigeman & Co в Мальме (позаду Фабіано Каруани і Петера Леко.
2013 року переміг на турнірі Grand Europe open в Золотих пісках, а також здобув у Еребру срібну медаль чемпіонату Швеції в особистому заліку.
У липні 2015 року переміг на чемпіонаті Швеції, здолавши на тай-брейку Емануеля Берга, після того, як вони поділили 1-ше місце з результатом 6,5/9.
У серпні 2015 року Гранделіус виграв 22-й турнір Абу-Дабі, випередивши за додатковими показниками Мартина Кравціва, Баадура Джобаву, Олександра Арещенка і Ріхарда Раппорта.
У березні 2016 року переміг на турнірі з чотирьох гравців за місце останнього учасника турніру Ставангер 2016. Це був двоколовий турнір, у якому перше коло проходило за стандартним контролем часу (3 очки за перемогу, 1 очко за нічию, 0 очок за поразку), а друге коло за швидким контролем (25+10, 2-1-0). Це перша поява Гранделіуса на одному з головних шахових турнірів.
Неодноразово представляв Швецію на командних змаганнях, зокрема:
- тричі на шахових олімпіадах (2010, 2012, 2014)[12],
- тричі на командних чемпіонатах Європи (2011, 2013, 2015)[13],
- на шаховій олімпіаді серед юніорів до 16 років (2006)[14].

## Зміни рейтингу
| На цьому місці має відображатися графік чи діаграма, однак з технічних причин його відображення наразі вимкнено. Будь ласка, не видаляйте код, який викликає це повідомлення. Розробники вже працюють для того, щоби відновити штатне функціонування цього графіка або діаграми. | |
| | На цьому місці має відображатися графік чи діаграма, однак з технічних причин його відображення наразі вимкнено. Будь ласка, не видаляйте код, який викликає це повідомлення. Розробники вже працюють для того, щоби відновити штатне функціонування цього графіка або діаграми. |